# Oakville
Oakville je město v regionu Halton v rámci Velkého Toronta v provincii Ontario v Kanadě. Je sídlem regionu Halton. Na jihovýchodě hraničí s jezerem Ontariem, na jihozápadě s Burlington, na severozápadě s Miltonem a na severovýchodě s Mississaugou.